# Хорст Екел
Хорст Екел (на немски: Horst Eckel, роден на 8 февруари 1932 във Фогелбах, сегашния град Брухмюлбах-Мийзау - 3 декември 2021 г.) е бивш германски футболист. Той е част от националния отбор на Германия по футбол, станал световен шампион в Швейцария през 1954 г.

## Семейство
Екел се жени за съпругата си Ханелоре през 1957 г. От брака им се раждат две дъщери.

## Футбол
В юношеските си години Хорст Екел играе за отбора на Фогелбах. След това отива да играе в Кайзерслаутерн, а след това преминава в Рьохлинг Фьолклинген, където остава от 1960 до 1966 г. С Кайзерслаутерн той става шампион на Германия през 1951 и 1953 г. В националния отбор по футбол на Германия Екел играе на позицията дясно крило в периода 1952 – 1958 г. и записва 38 срещи с националния екип.
Първоначално футболистът играе успешно като централен нападател във Фогелсбах и Кайзерслаутерн. Бързината и повратливостта му го правели особено опасен за противниковата врата. По настояване на националния селекционер на „Бундестима“ Сеп Хербергер Екел започва да играе встрани от централното нападение като крило, поради плановете на треньора за тактическа постройка през Световната купа 1954. Хорст Екел оформя невероятен дует с Фриц Валтер, а двамата могат да се намерят на игралния терен и с првръзка на очите. Като юноша крилото е наричан „Бенямин“, а по-късно поради бързината си получава прякора „Кучето на вятъра“. Екел е един от петимата играчи на Кайзерслаутерн, които вдигат купата със златната Нике на 4 юли 1954 г. след победата на финала на световното първенство в Швейцария с 3:2 над Унгария. Той играе във всичките мачове на германците, заедно с Фриц Валтер.
През 1997 г. получава стипендия от фондацията „Сеп Хербергер“.
Днес Хорст Екел е единственият жив световен шампион от 1954 г.

## Професия
По професия Екел е шлосер във фабриката за шевни машини на Пфаф в Кайзерслаутерн, а след това получава диплома за педагог. Преподава изкуство и спорт в гимназии в градовете Кузел и Морбах. Участва в програма на полицията, която цели да превъзпита младежи с противообществени прояви и да ги насочи към спорта.

## Отличия
- 2004: Носител на Германския кръст за заслуги към родината

## Филми и литература
Хорст Екел консултира режисьора Зьонке Вортман при създаването на филма „Чудото от Берн“ (Das Wunder von Bern), разказващ за триумфа на германците на Мондиал'54. Във филма Хорст Екел е изигран от актьора Холгер Дексне.
През 2004, за 50-годишния юбилей от световната титла, Екел представя книгата си „84-тата минута“.